# اسمگ
اسمگ (انگلیسی: Smeg) یک تولیدکننده لوازم خانگی ایتالیایی است. ویتوریا برتاتزونی شرکت Smalterie Metallurgiche Emiliane Guastalla یا همان SMEG را در شهر گواستالا، در سال 1948 در نزدیکی رجو امیلیا در ایتالیا تأسیس کرد.
اسمگ در سال 1955 برای اولین بار تولید اجاق‌ گاز را آغاز کرد و با ارائه اولین اجاق گاز خود با نام تجاری الیزابت در سال ۱۹۵۶ به اوج خود رسید.
این شرکت در سال 1963 لدا (Leda) اولین ماشین لباسشویی خود را در راستای افزایش ظرفیت تولید لوازم لباسشویی ارائه کرد.
اسمگ در سال 1970 ماشین ظرفشویی نیاگارا را عرضه کرد، اولین ماشین ظرفشویی ۱۴ بخش در جهان، که نیازهای مدرن را برای ظرفیت‌های شستشوی بزرگ برآورده می‌کرد.
اسمگ سال 1971 شروع به تولید لوازم توکار مانند فر و اجاق گاز کرد. این محصولات در سال‌های بعدی به بخشی از عناصر تعیین کننده موفقیت اسمگ تبدیل شدند. در سال 1995 این شرکت کار خود را با معمار مشهور بین المللی، رنزو پیانو آغاز کرد. همکاری‌ای که منجر به تولید فر، اجاق‌ گاز و یخچال‌های نسل جدید شد که هر کدام دارای سبک طراحی رنزو پیانو هستند.
اسمگ سال 1997 برای اولین بار مجموعه یخچال‌های FAB را تولید کرد. خط تولیدی که به سرعت به نماد بین المللی این شرکت در سرتاسر جهان تبدیل شد. در سال 2002 معمار معروف Guido Canali یک بار دیگر با اسمگ برای طراحی دفتر مرکزی جدید شرکت همکاری کرد. دفتر مرکزی که اسمگ به خاطر آن در جوایز معماری “medaglia d’Oro all’Architettura Italiana” در Triennale میلان در سال 2006 جایزه افتخاری دریافت کرد.
در سال 2014 اسمگ خط تولید جدیدی از لوازم خانگی کوچک طراحی شده توسط طراحان Milanise، Deepdesign را راه اندازی کرد. این مجموعه از محصولات اسمگ برنده جوایز طراحی Good Design، iF Design و Red Dot شد. در ادامه در سال 2016 اسمگ با همکاری دولچه گابانا مجموعه محصولات «Frigorifero d’arte» را ایجاد کرد، مجموعه‌ای از محصولات نسخه ویژه که شامل 100 یخچال نقاشی شده با دست که توسط هنرمندان سیسیلی تزئین شده‌ است. همچنین در همان سال، سبک طراحی جدید اسمگ با نام Dolce Stil Novo معرفی شد.
اسمگ در سال 2019 از مجموعه محصولات جدید “Vitality” خود رونمایی کرد که شامل روش‌های سالم جدیدی برای پختن، نگهداری غذا بود. در این سال SmegConnect نیز معرفی شد، سیستمی برای کنترل از راه دور از طریق تلفن و تبلت. همچنین در سال 2019 شاهد همکاری اسمگ با والت دیزنی بودیم که یک یخچال میکی موس منحصر به فرد در نودمین سالگرد والت دیزنی معرفی شد. در پایان سال، اسمگ خرید La Pavoni، یک تولید کننده ماشین قهوه تاریخی از میلان را از سال 1905 اعلام کرد.